# Powiat Oławski
Der Powiat Oławski ist ein Powiat (Kreis) in der Woiwodschaft Niederschlesien in Polen mit dem Sitz in Oława (Ohlau). Der Powiat hat eine Fläche von 524 km², auf der rund 76.700 Einwohner leben.

## Gemeinden
Der Powiat umfasst vier Gemeinden, davon eine Stadtgemeinde, eine Stadt-und-Land-Gemeinde, deren gleichnamiger Hauptort das Stadtrecht besitzt, sowie zwei Landgemeinden.
Einwohnerzahlen vom 31. Dezember 2020

### Stadtgemeinde
- Oława (Ohlau) – 33.087

### Stadt-und-Land-Gemeinde
- Jelcz-Laskowice (Jeltsch-Laskowitz) – 23.296

### Landgemeinden
- Oława – 15.218
- Domaniów (Thomaskirch) – 5132